# Chana Star
Chana Star или Changan Star (кит. 长安之星) — серия малотоннажных грузовых автомобилей и микровэнов, выпускающихся с 1999 года китайской компанией Changan под брендом Chana. Позднее серия Changan Star была представлена под суббрендом Changan Automobile Kaicene.
Автомобили Changan Star являются ребеджинговыми вариантами десятого поколения Suzuki Carry и Suzuki Every с кузовами, разработанными компанией Changan. Позже модельный ряд Changan Star значительно расширился.

## Первое поколение (1999—2014)
Модель Chana Star была выпущена в 1999 году на базе фургонов Suzuki Every Plus и Ford Pronto. Было доступно несколько вариантов, в том числе пикап с одноместной кабиной, пикап с двухместной кабиной, стандартный фургон и удлинённая версия фургона с распашными дверями вместо раздвижных.
Преемник, Chana Star 2, был выпущен в 2007 году. Тем не менее, Chana Star 2 не заменил Chana Star, который, после незначительного рестайлинга, по-прежнему остаётся на рынке и по состоянию на начало 2014 года находится чуть ниже Chana Star 2, а стартовая цена снижена примерно до 25000 юаней.

### Галерея

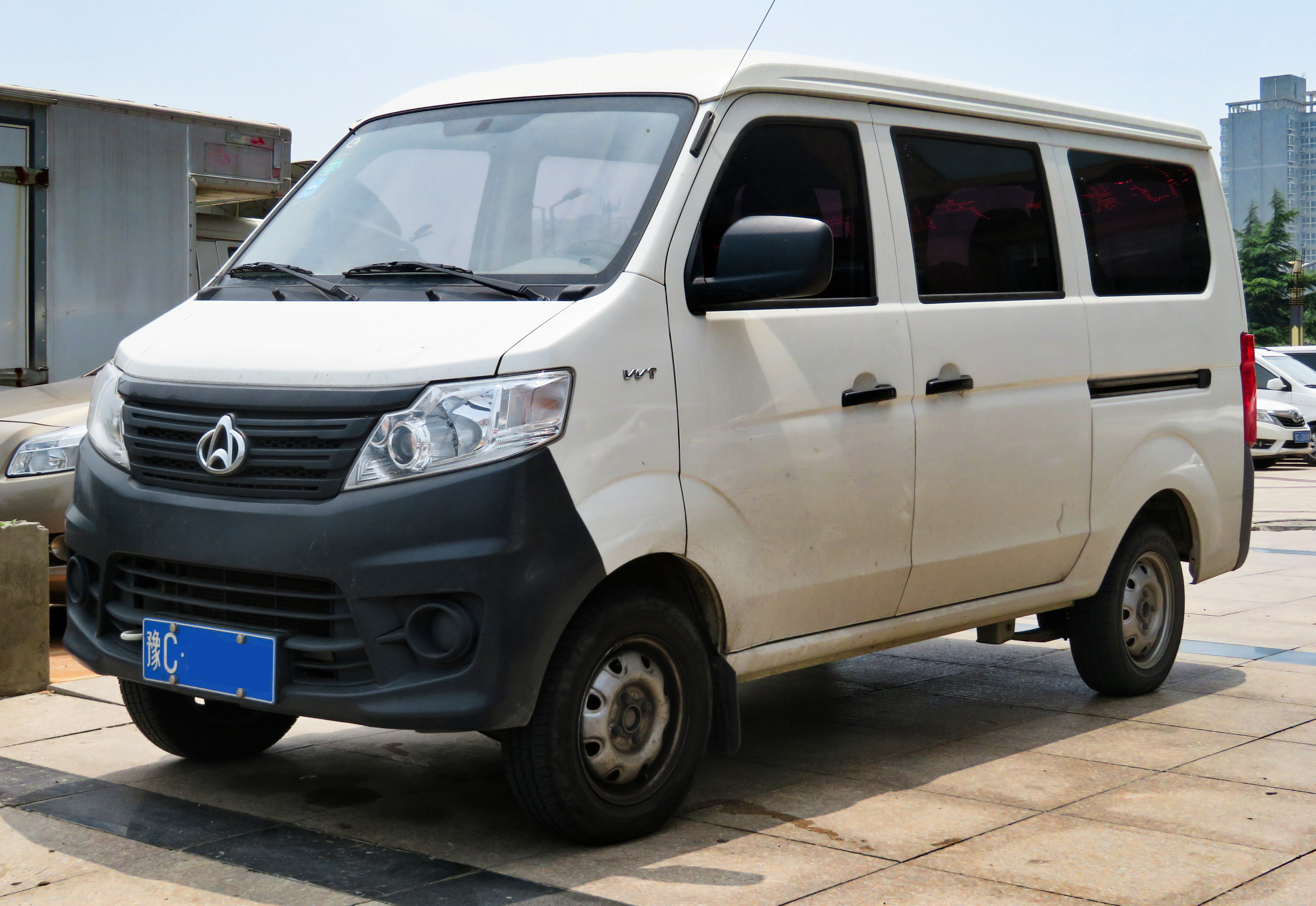
Вид спереди
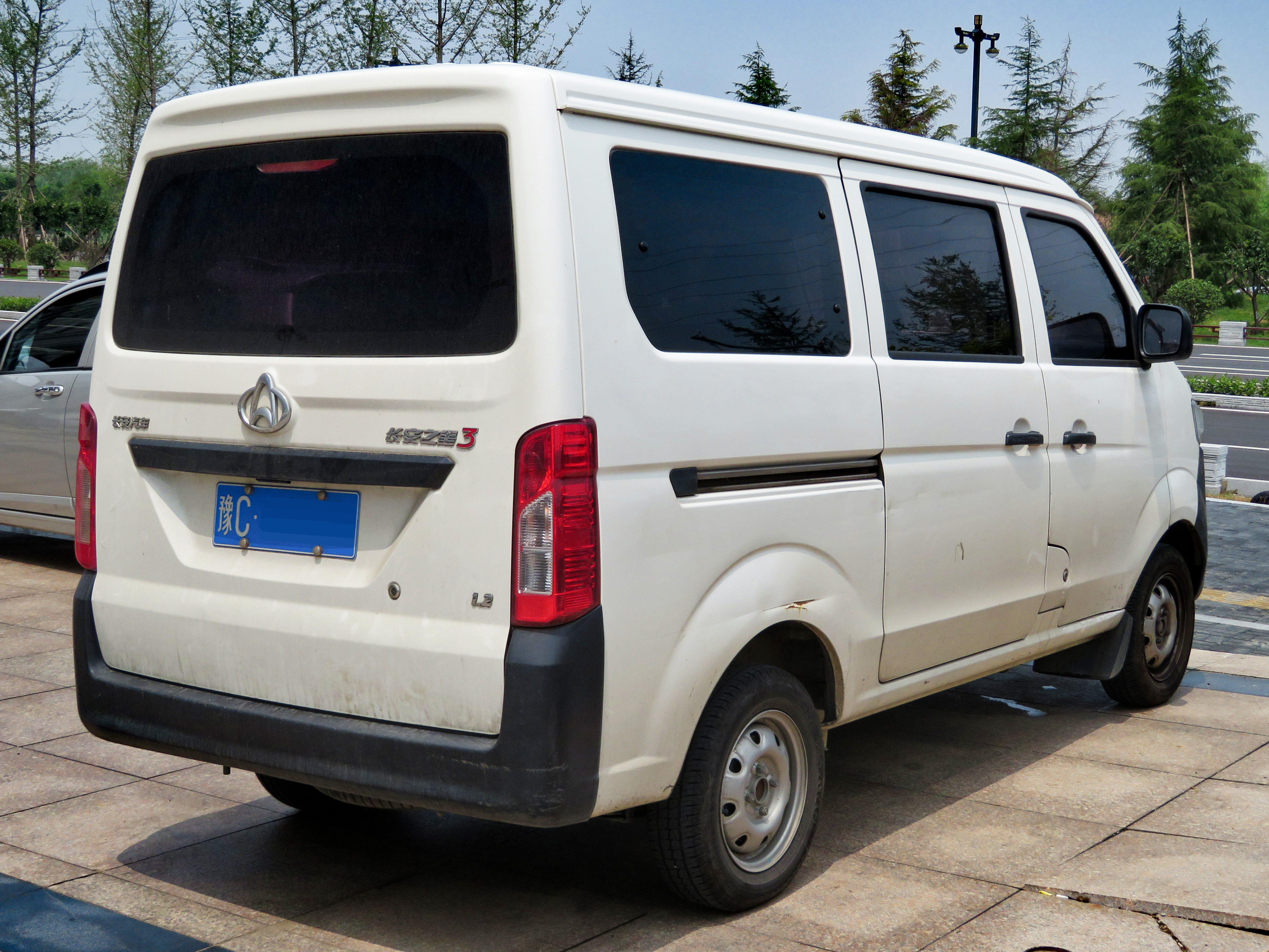
Вид сзади

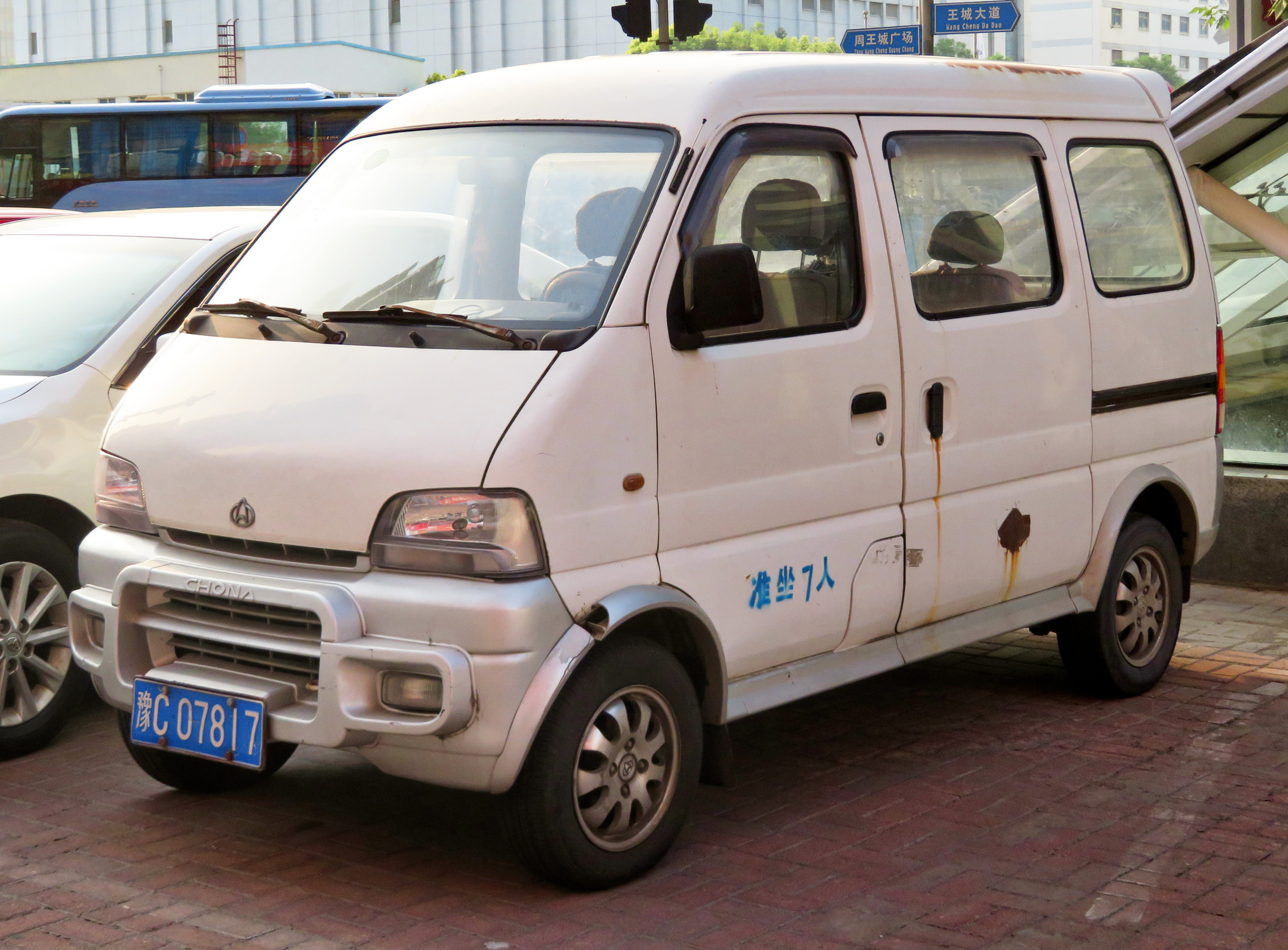
Changan Star SC6371 (толстый бампер)
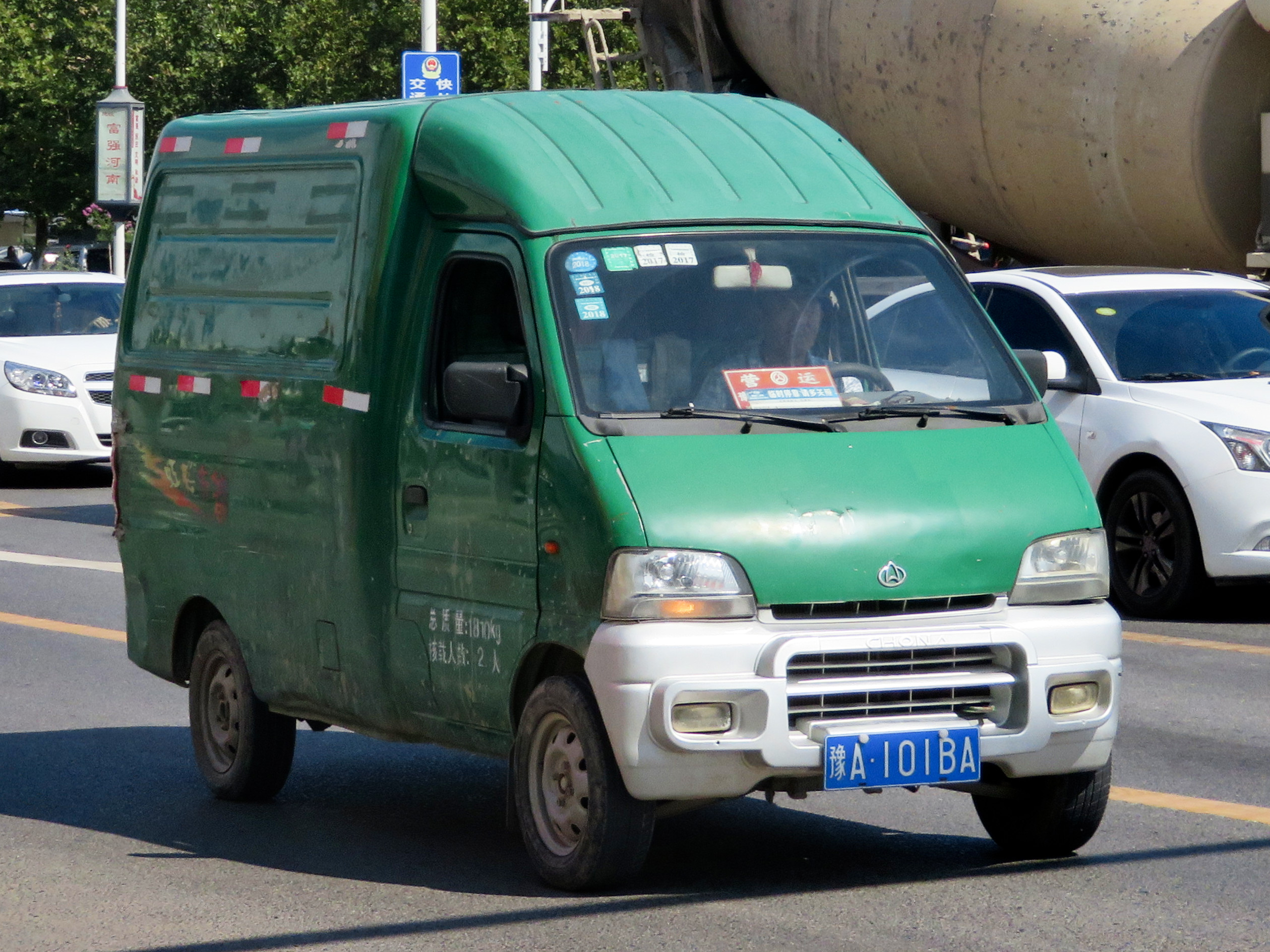
Changan Star «City Rainbow»
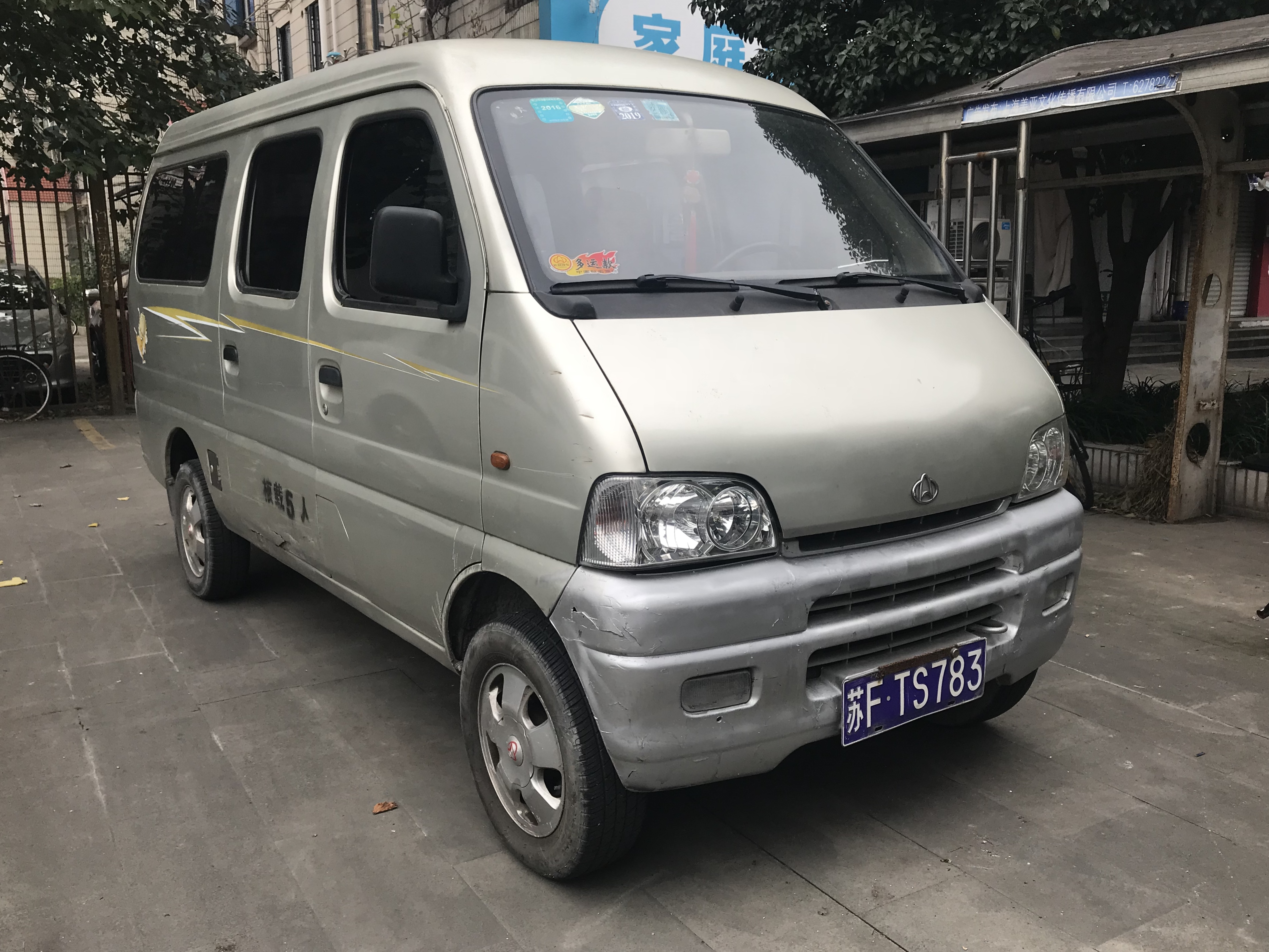
Рестайлинг
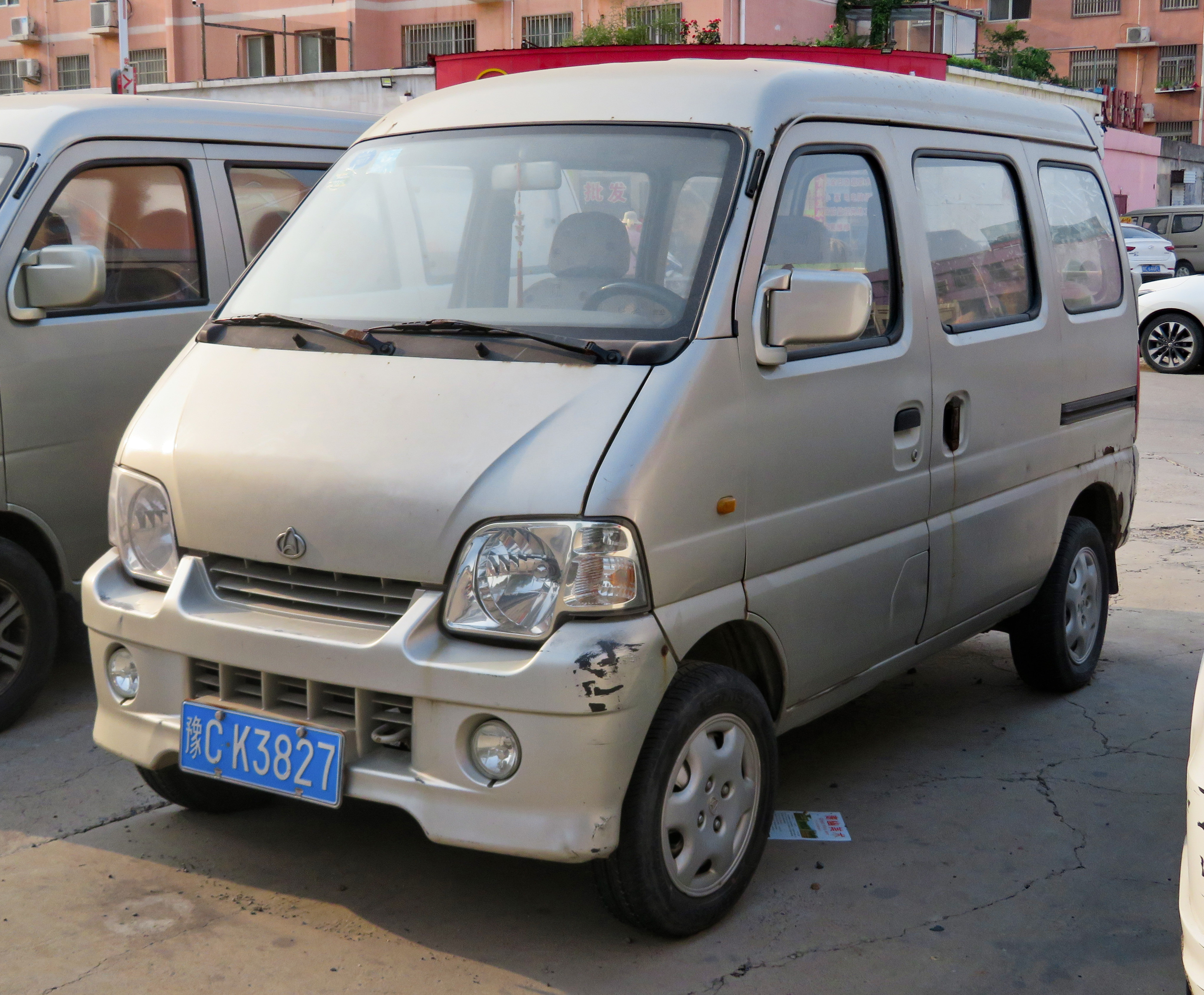
Changan Xingyun (кит. 星韵)
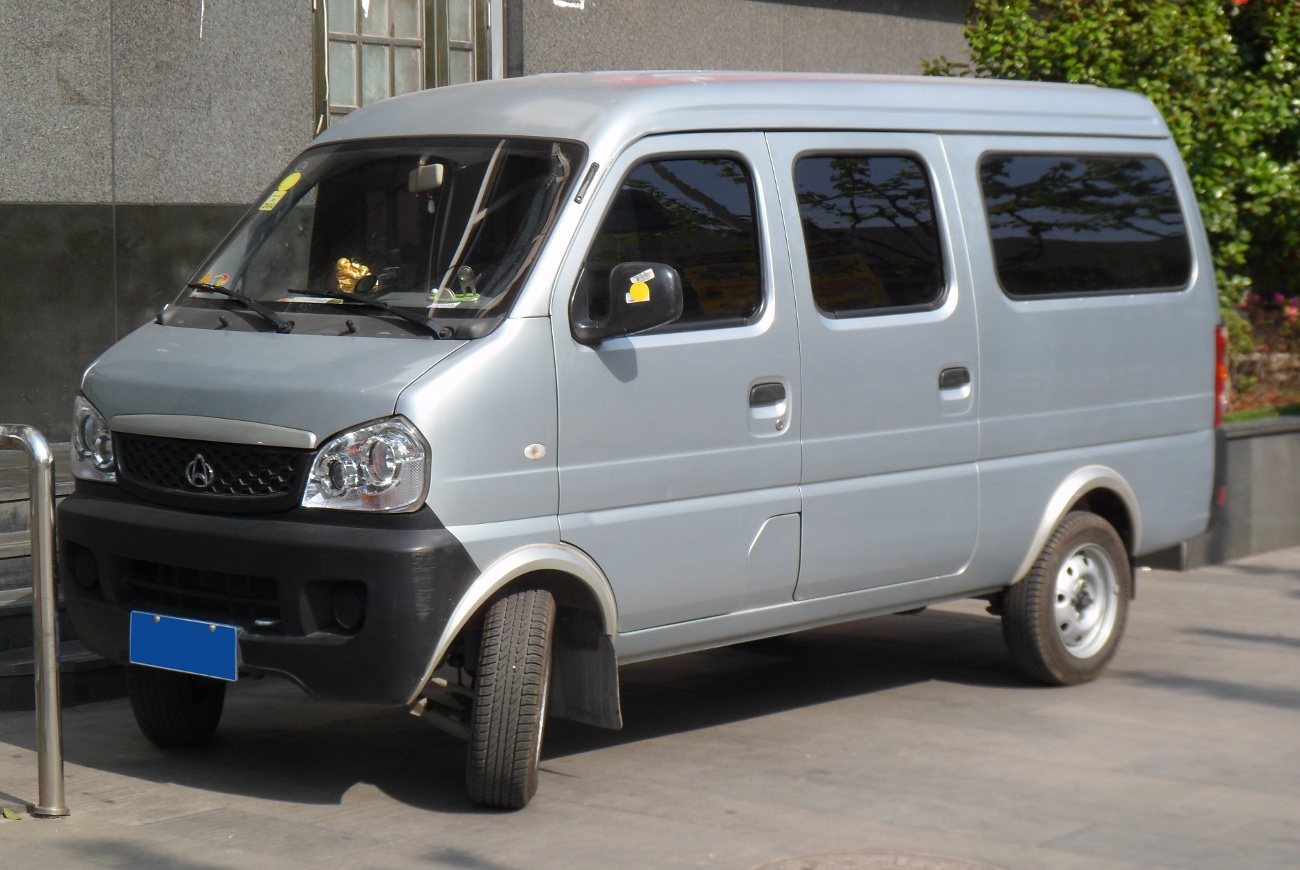
Changan Xingguang (рестайлинг)
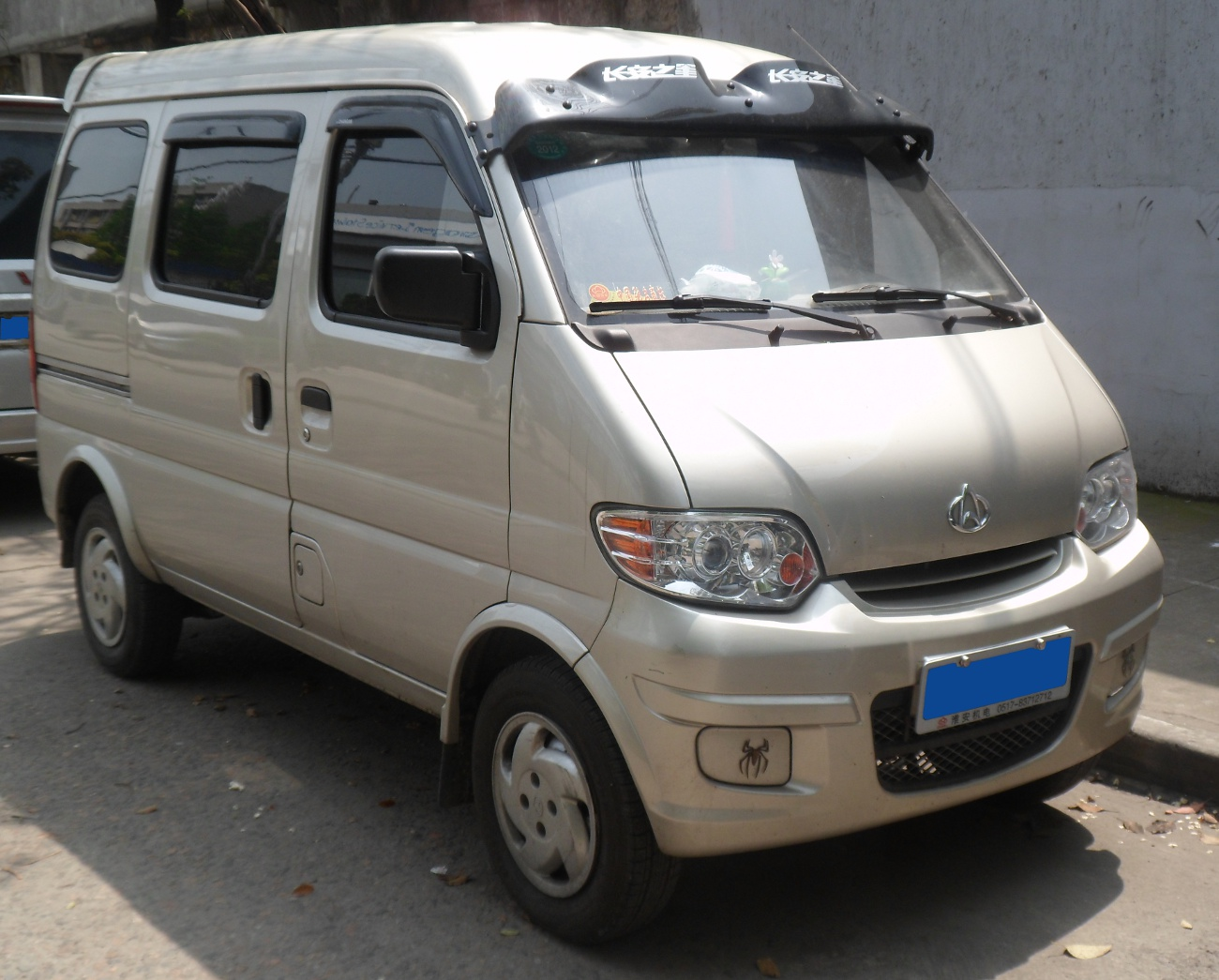
Changan Star (фейслифтинг)
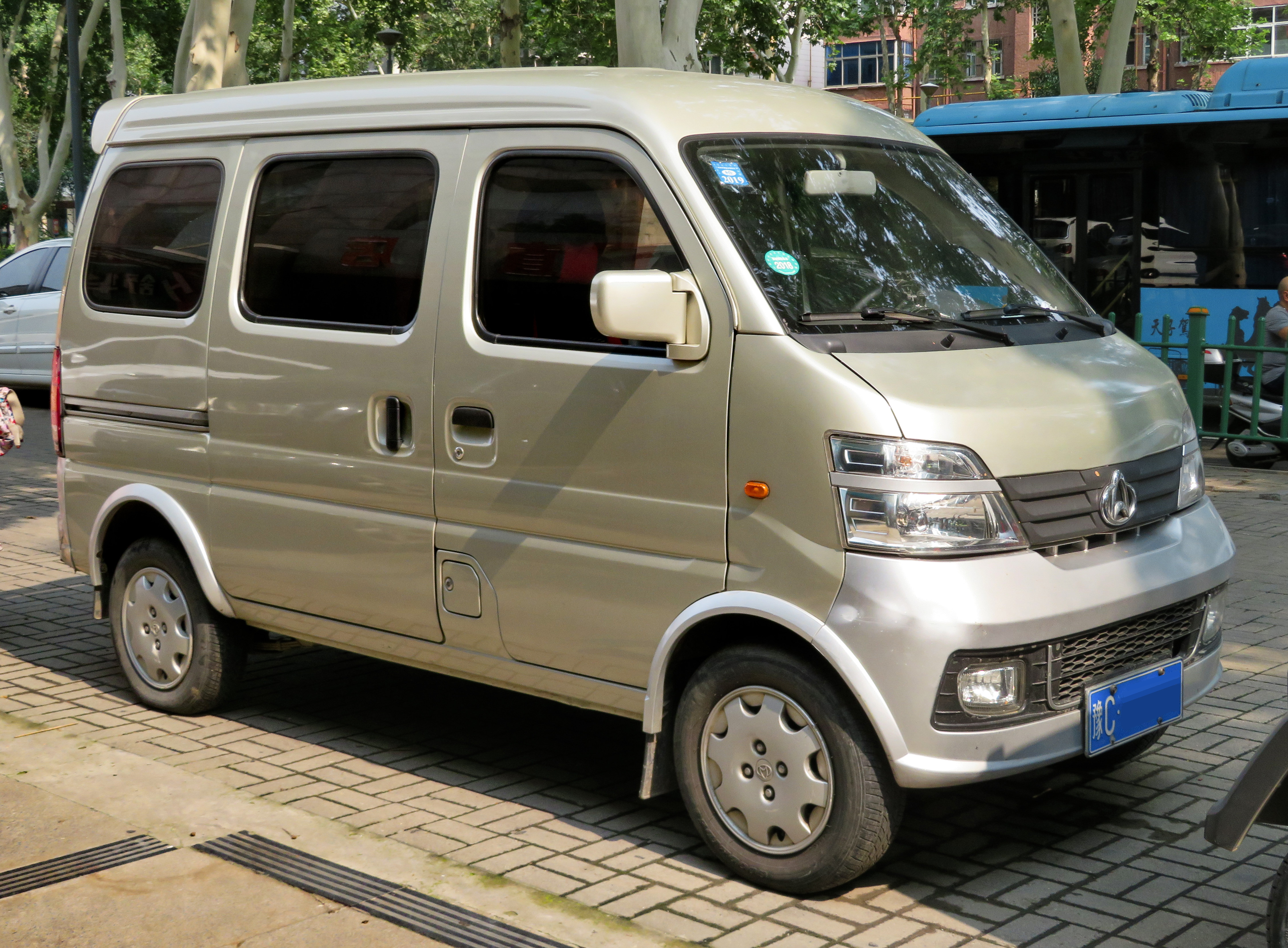
Chana Star (второй фейслифтинг; Китай)
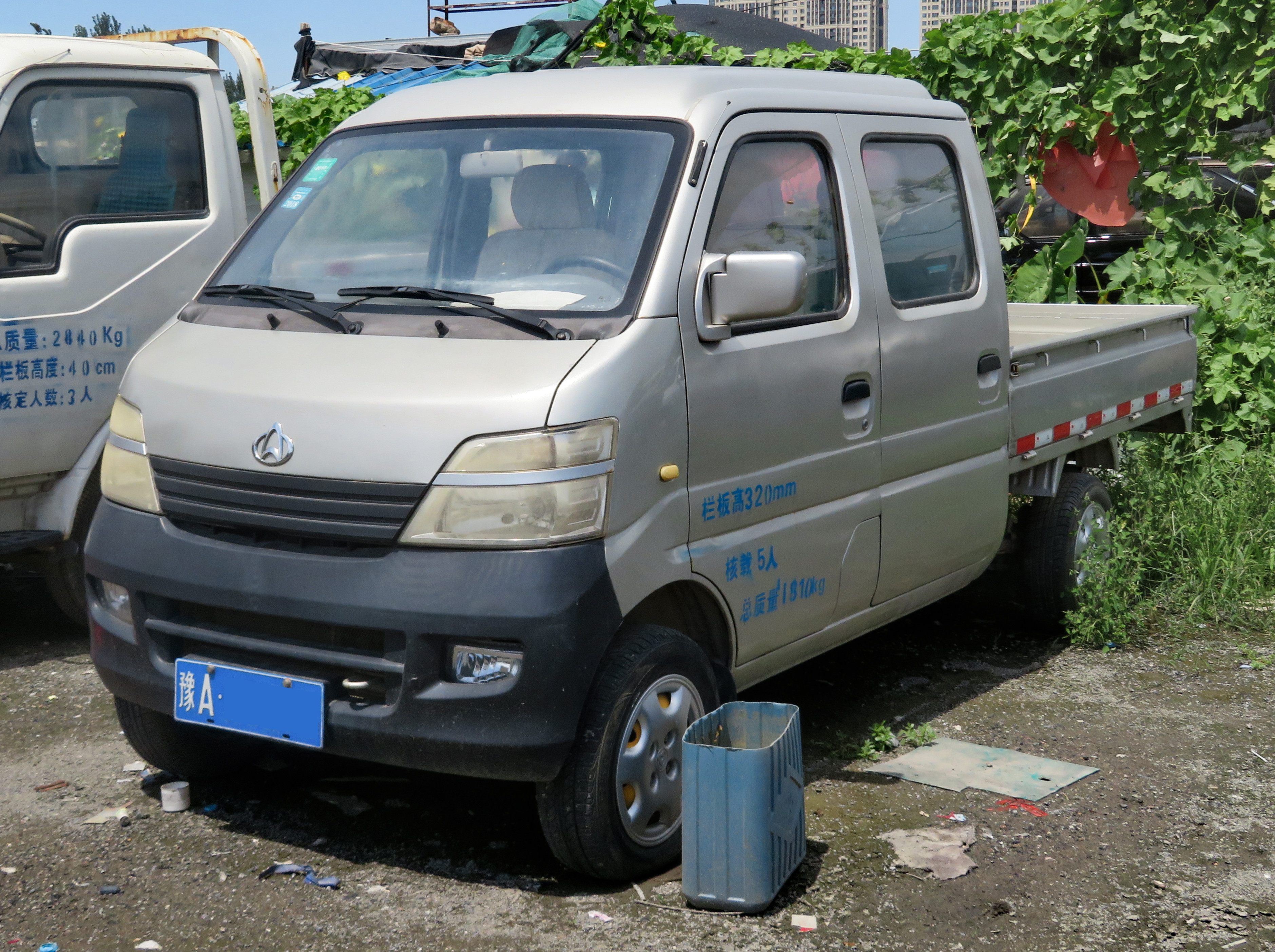
Пикап Chana Star (фейслифтинг)
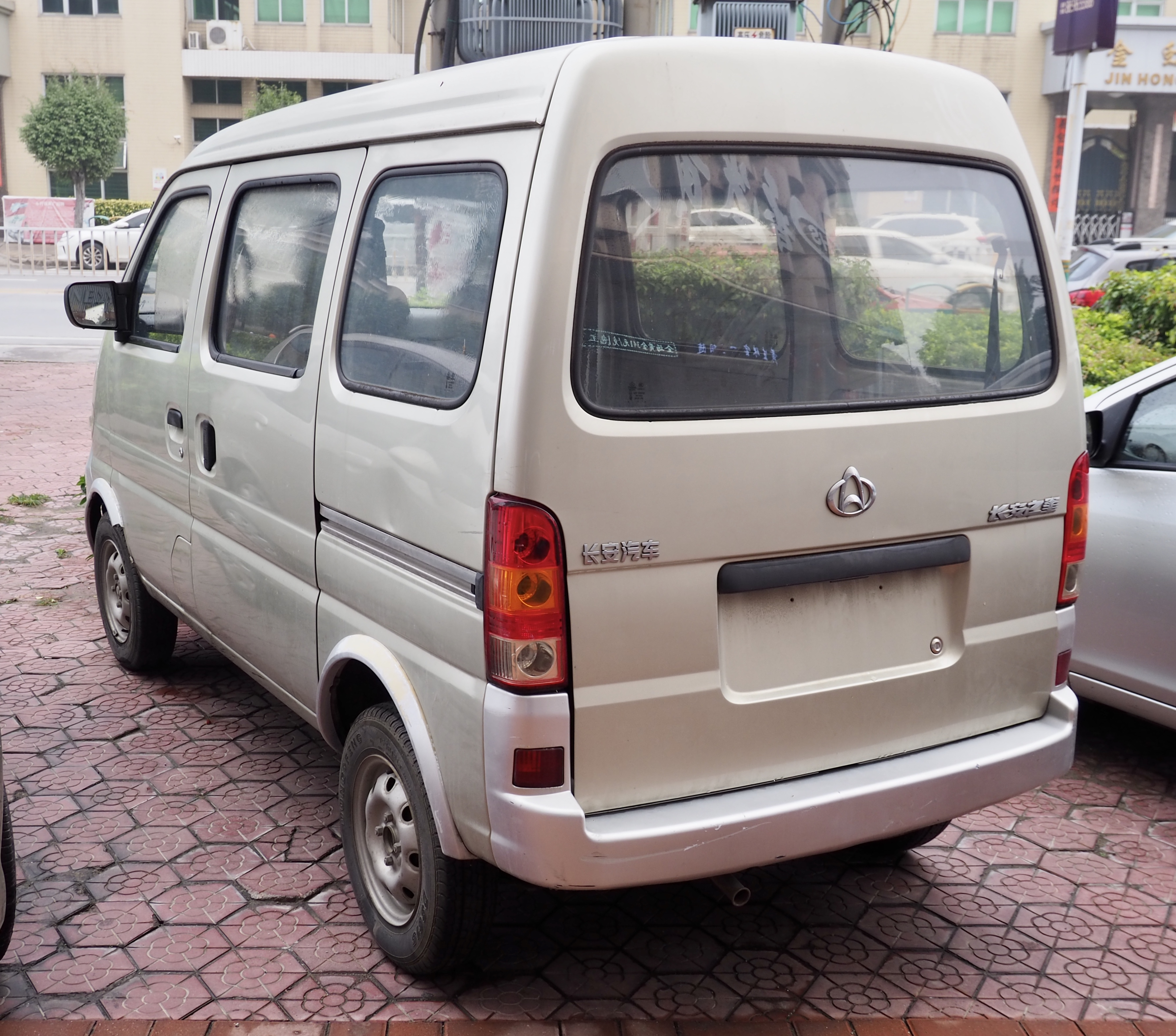
Вид сзади (оригинал)
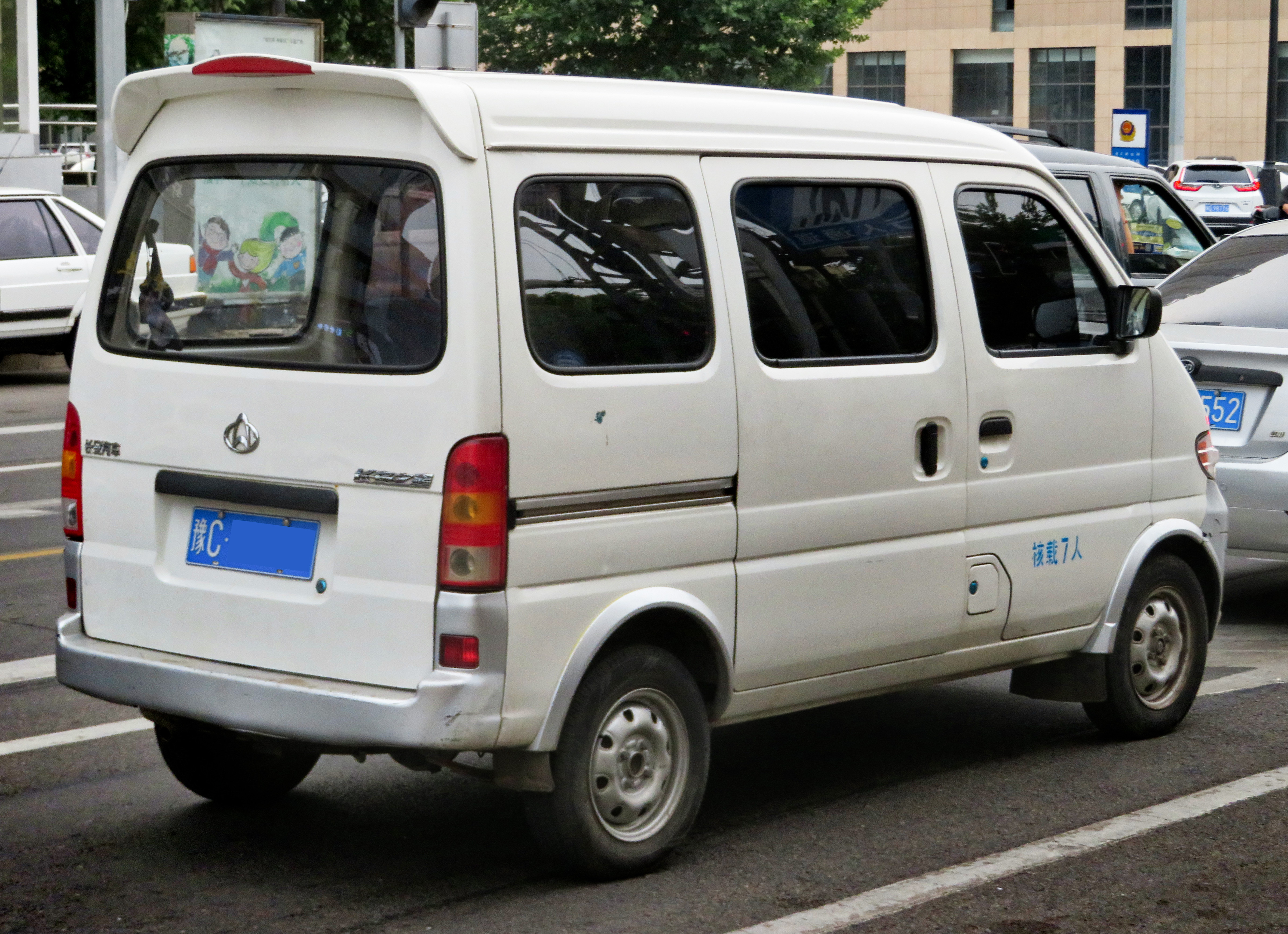
Вид сзади (со спойлером)
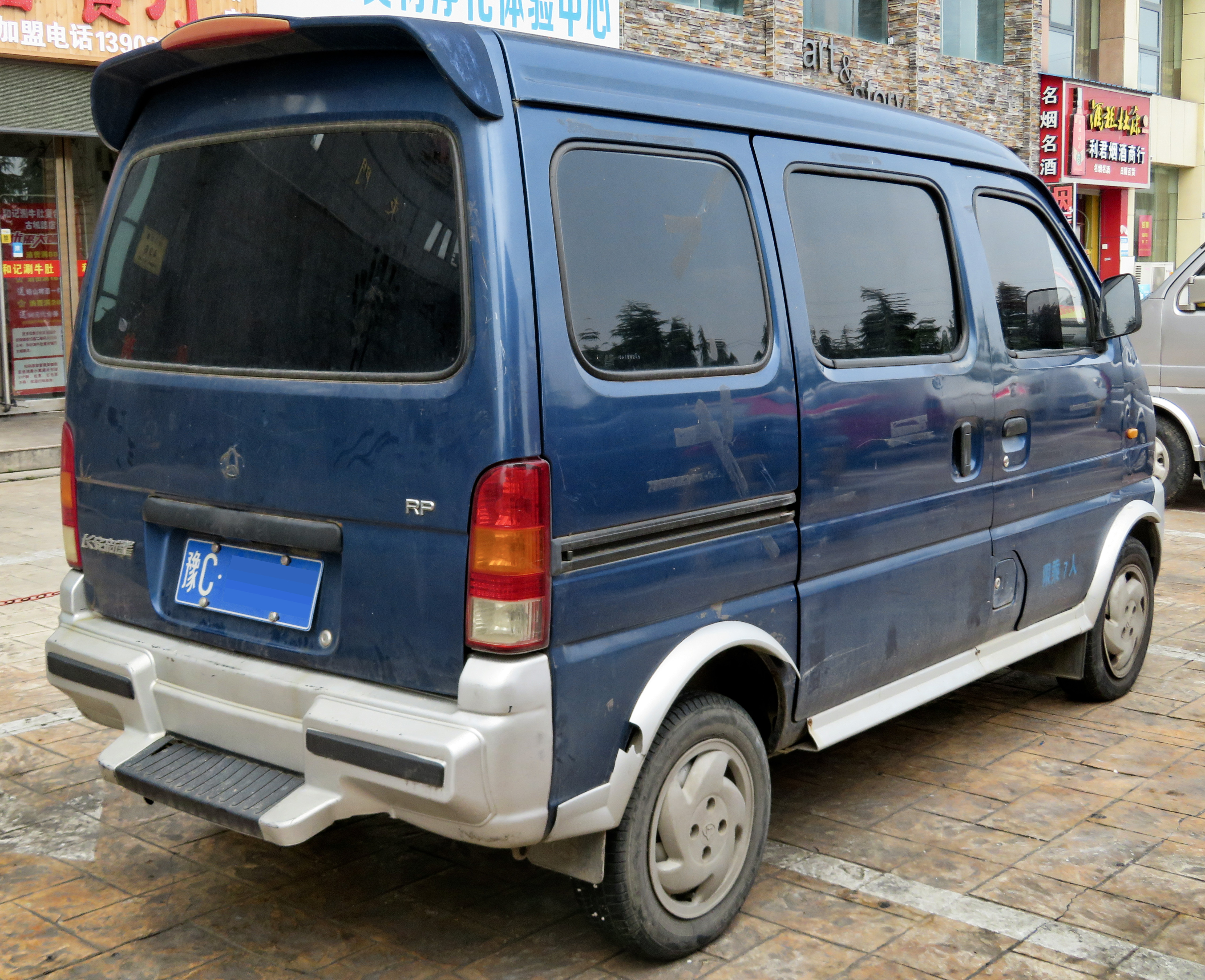
Вид сзади (со спойлером и толстым бампером)

## Chana Star 2 (2007—2012)
Chana Star 2 — второе поколение микровэна Chana Star. Он был выпущен дочерним предприятием Changan Automobile в Хэбэе. Поставки второго поколения Chana Star начались 19 марта 2007 года по цене 38800 юаней.
Chana Star 2 имеет более длинную колёсную базу, чем Chana Star, а также более мощный 1,0-литровый двигатель. Электрические стеклоподъёмники и сдвижные двери с электроприводом, передние противотуманные фары, дистанционный ключ зажигания и легкосплавные диски доступны в более высоких комплектациях. Цены на Chana Star 2 в Китае варьируются от 31900 до 46800 юаней.
К 2013 году в Китае было продано 24800 экземпляров Chana Star 2.

### Галерея

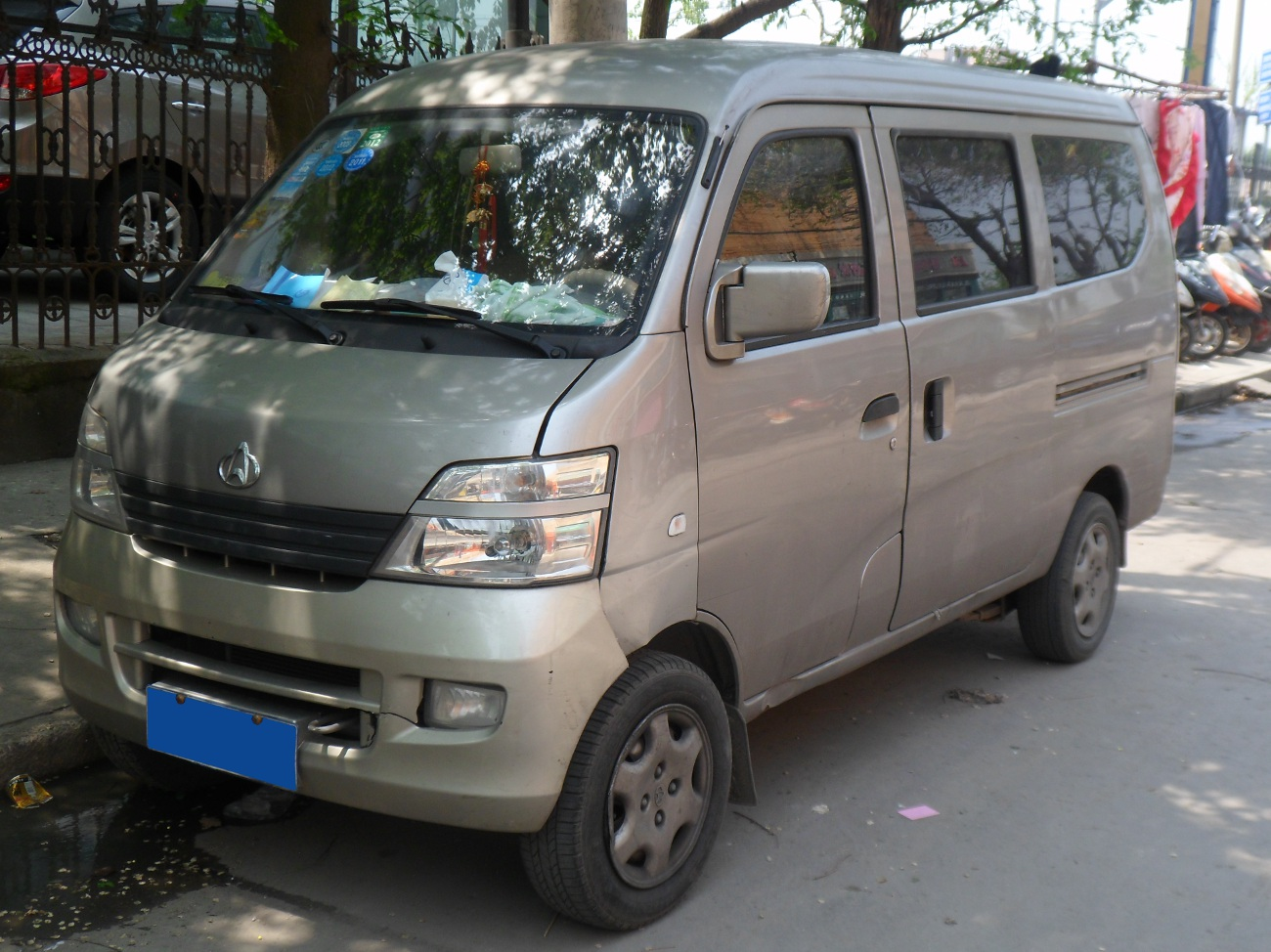
Chana Star 2
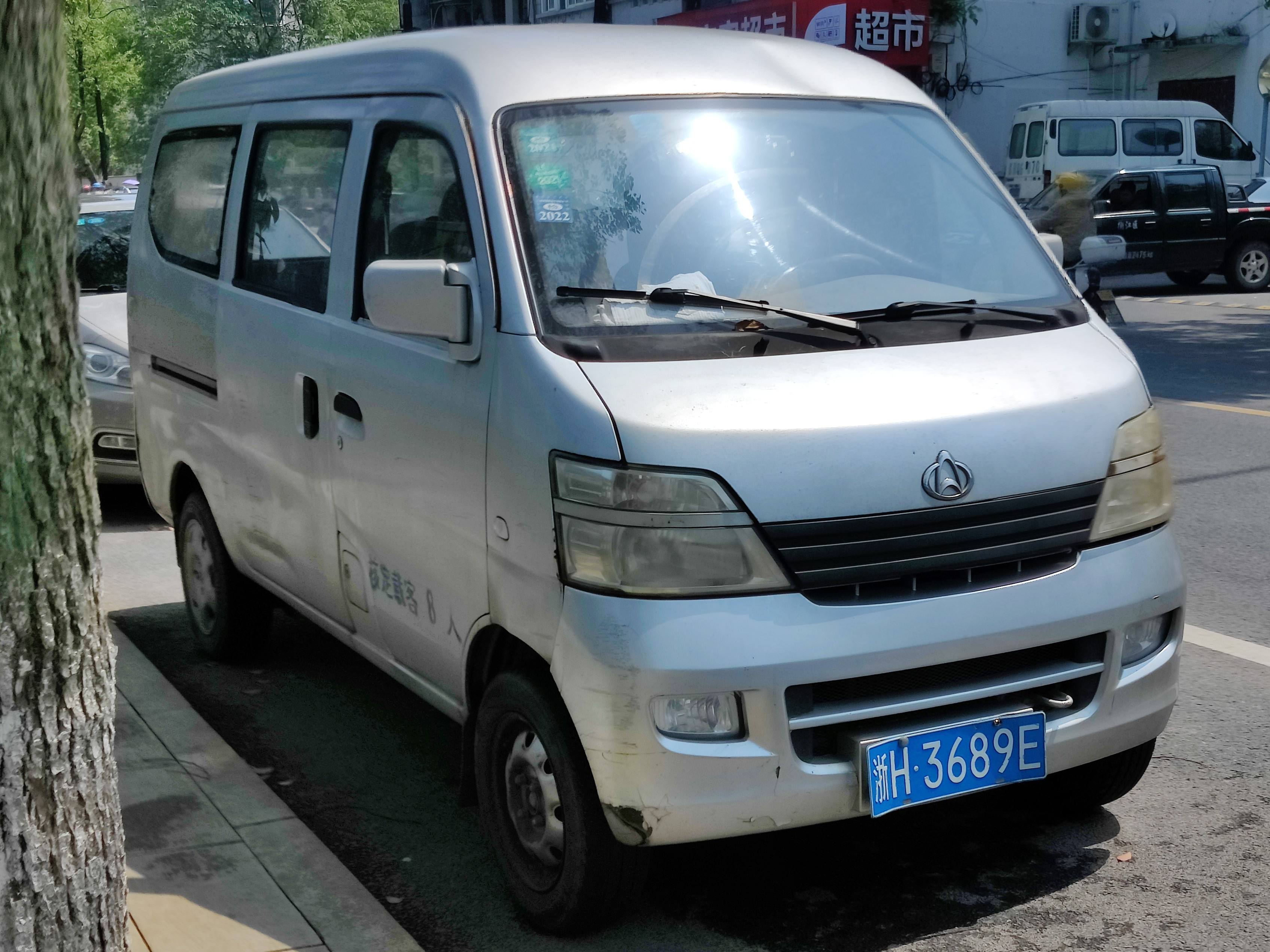
Вид спереди
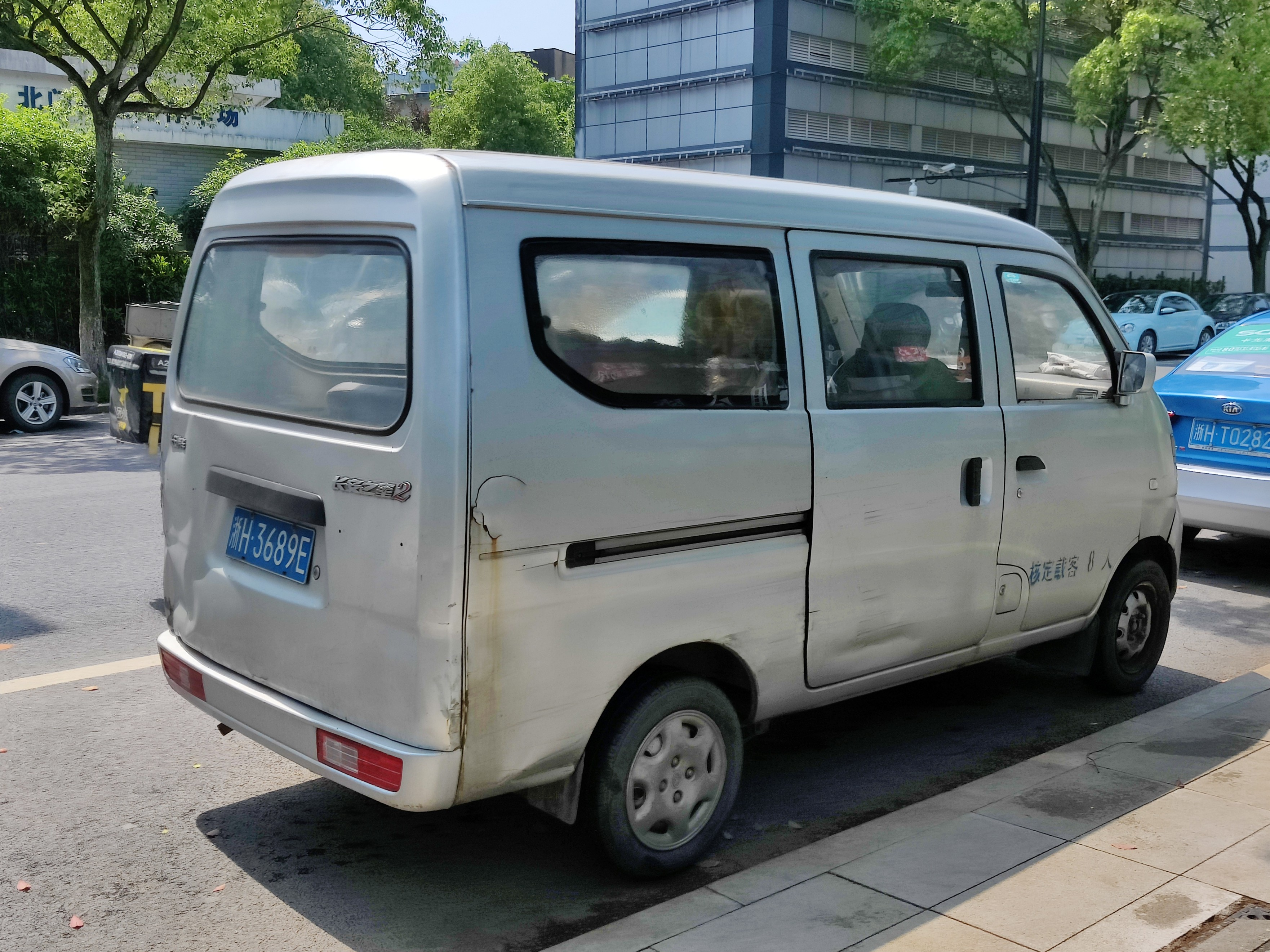
Вид сзади
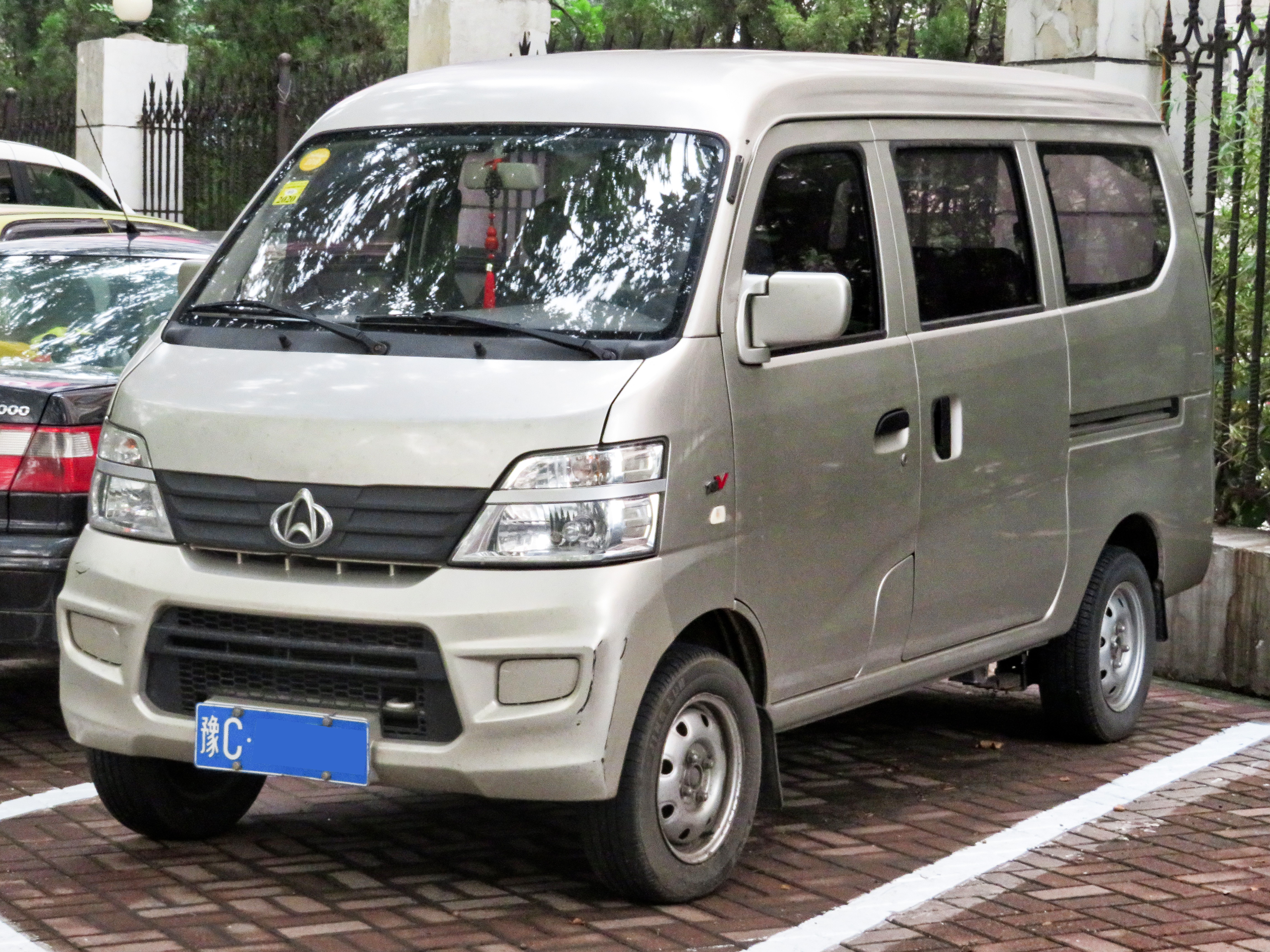
Фейслифтинг передней части
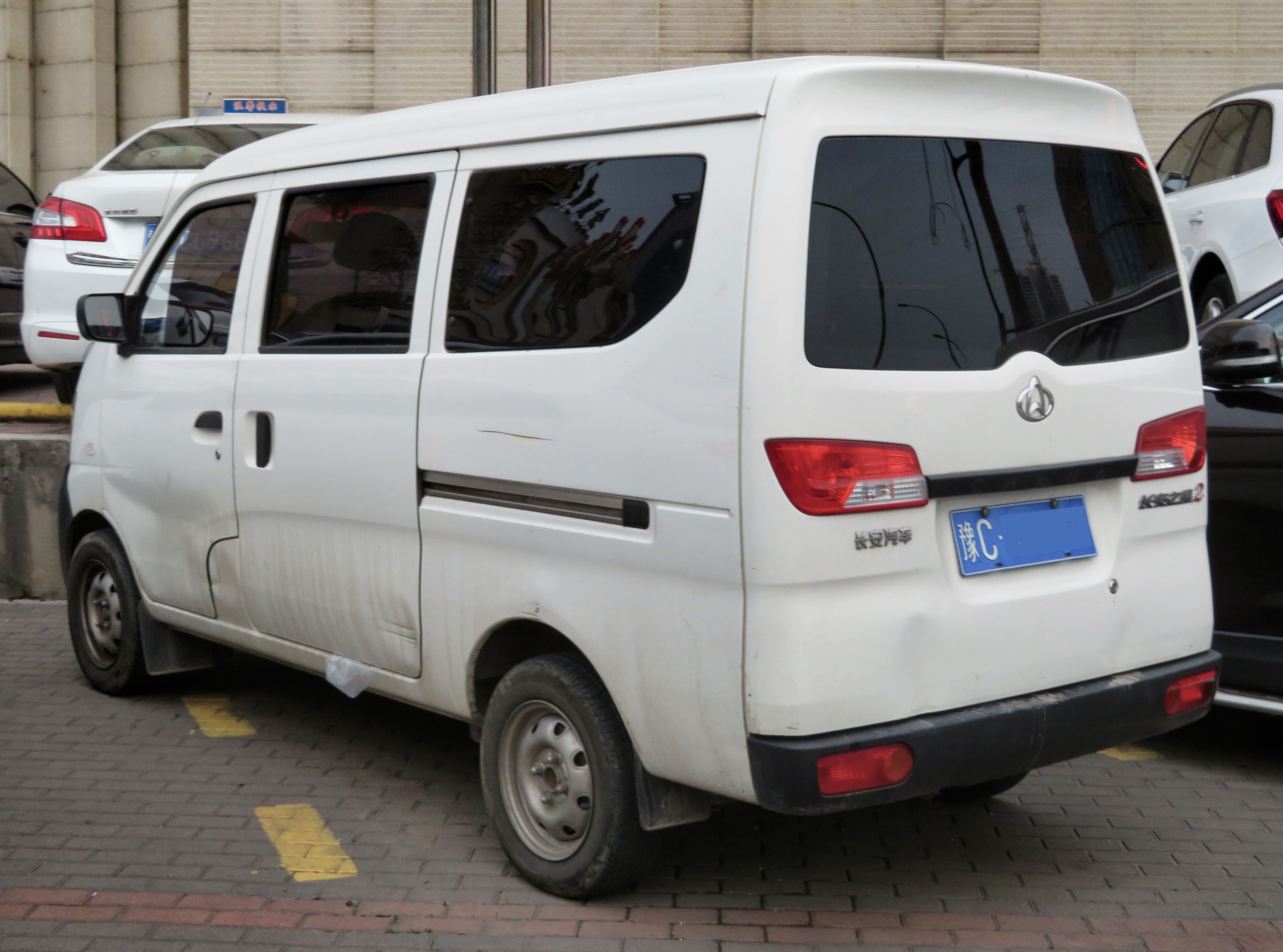
Фейслифтинг задней части

## Chana Star 5 (2012 — настоящее время)
В июле 2012 года появилась информация о новой модели Chana Star, и был представлен прототип под названием Changan M201, который должен был заменить микровэн Chana Star 2. К августу 2012 года было подтверждено, что третье поколение микроавтобусов Chana Star в Китае будет называться Xin Chana Star.
Chana Star 5 продавался в Китае под названием Xin Chana Star (新长安之星). Цены на Chana Star 5 в Китае варьируются от 25 000 до 50 900 юаней.

### Галерея

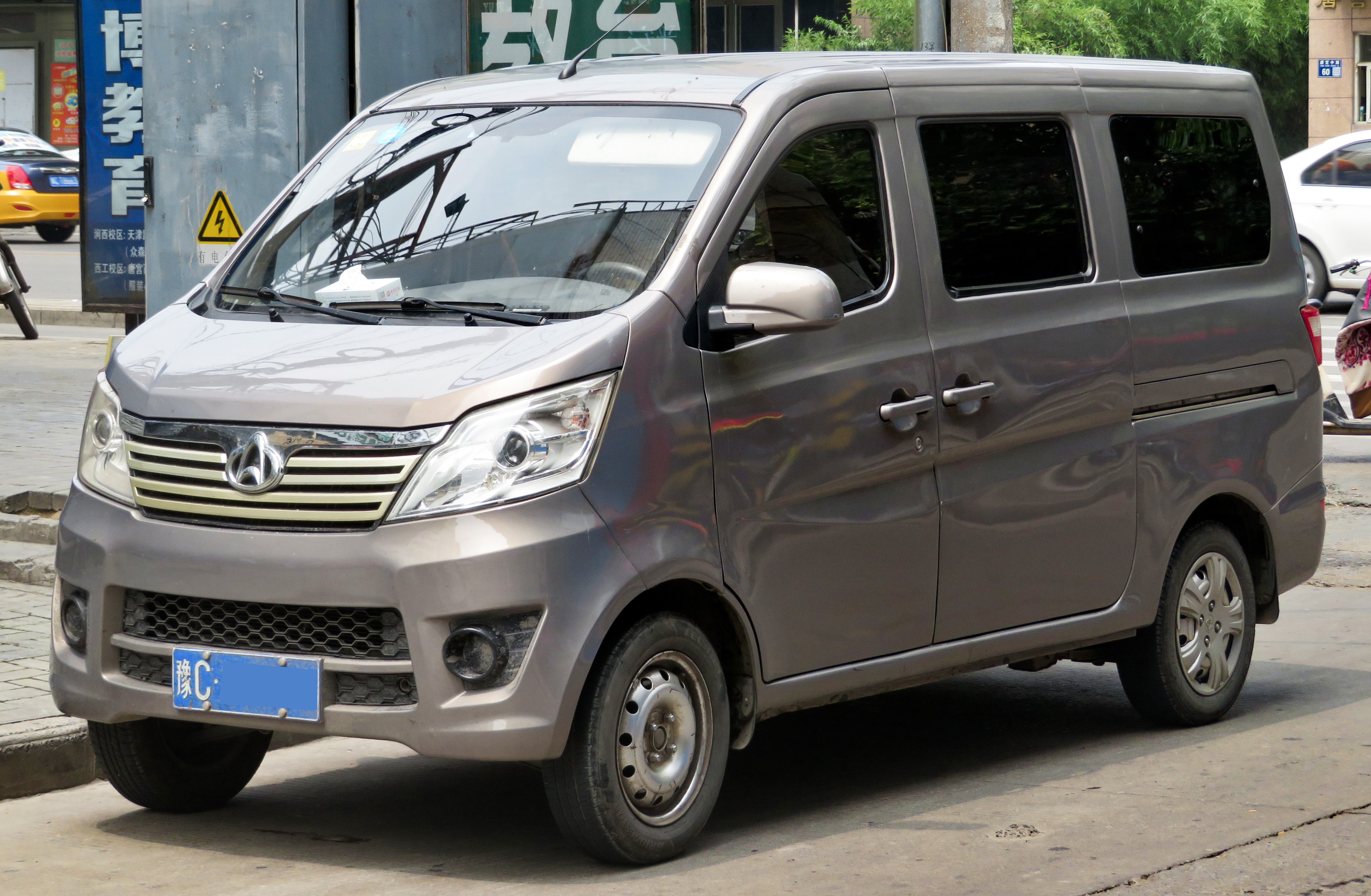
Chana Star 5
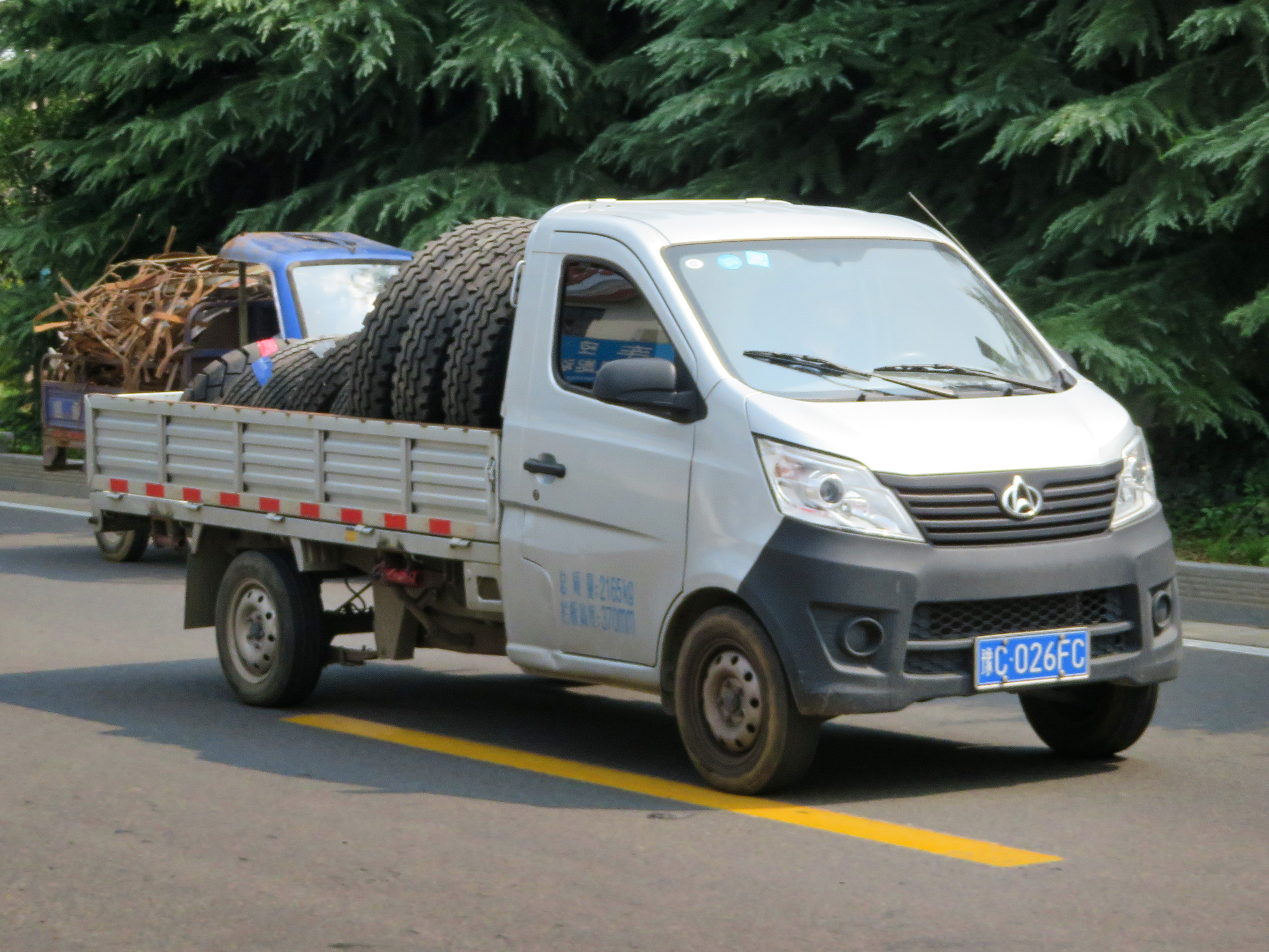
Changan Star Xingka S201 с одинарной кабиной
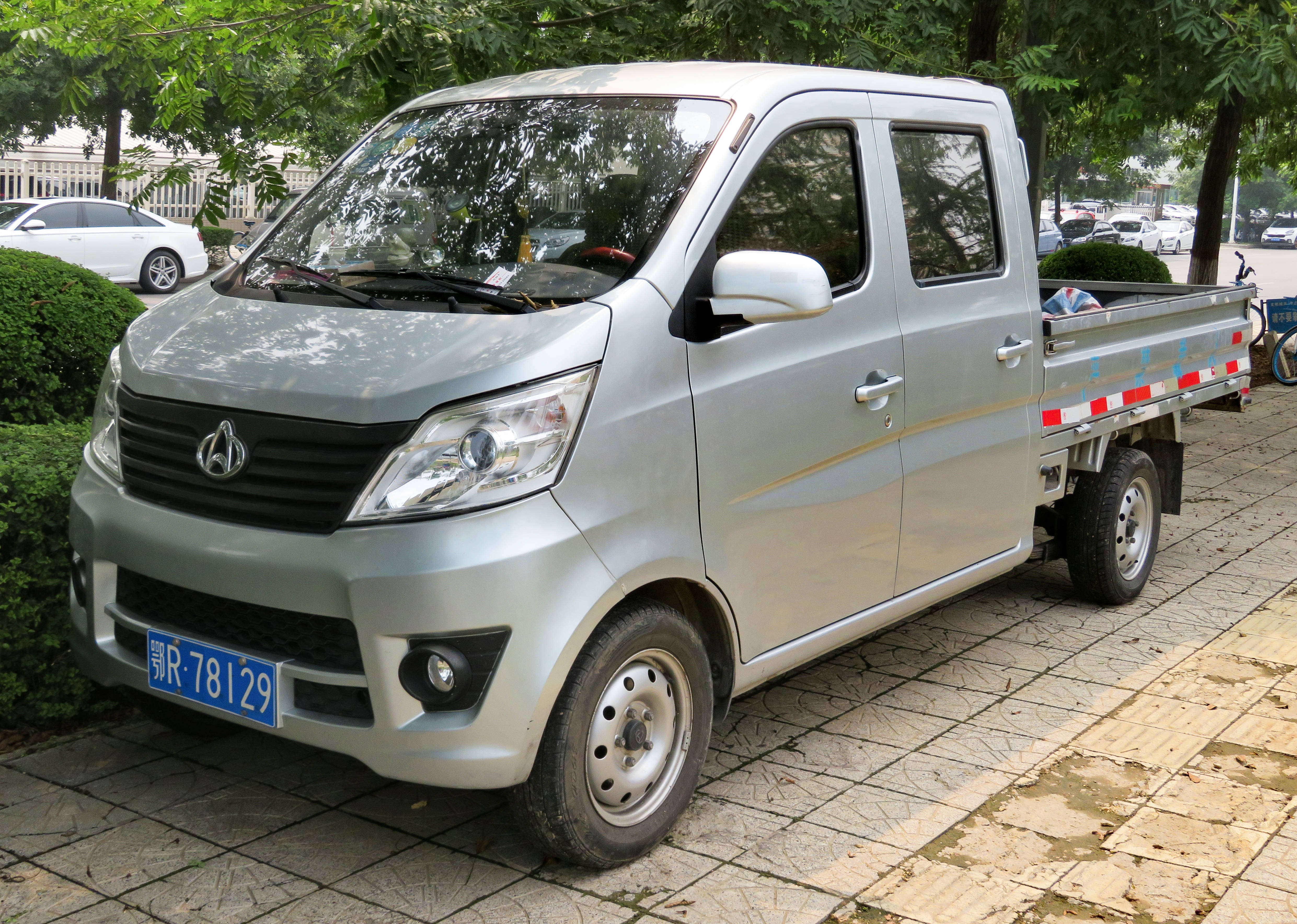
Changan Star Xingka S201 с двойной кабиной
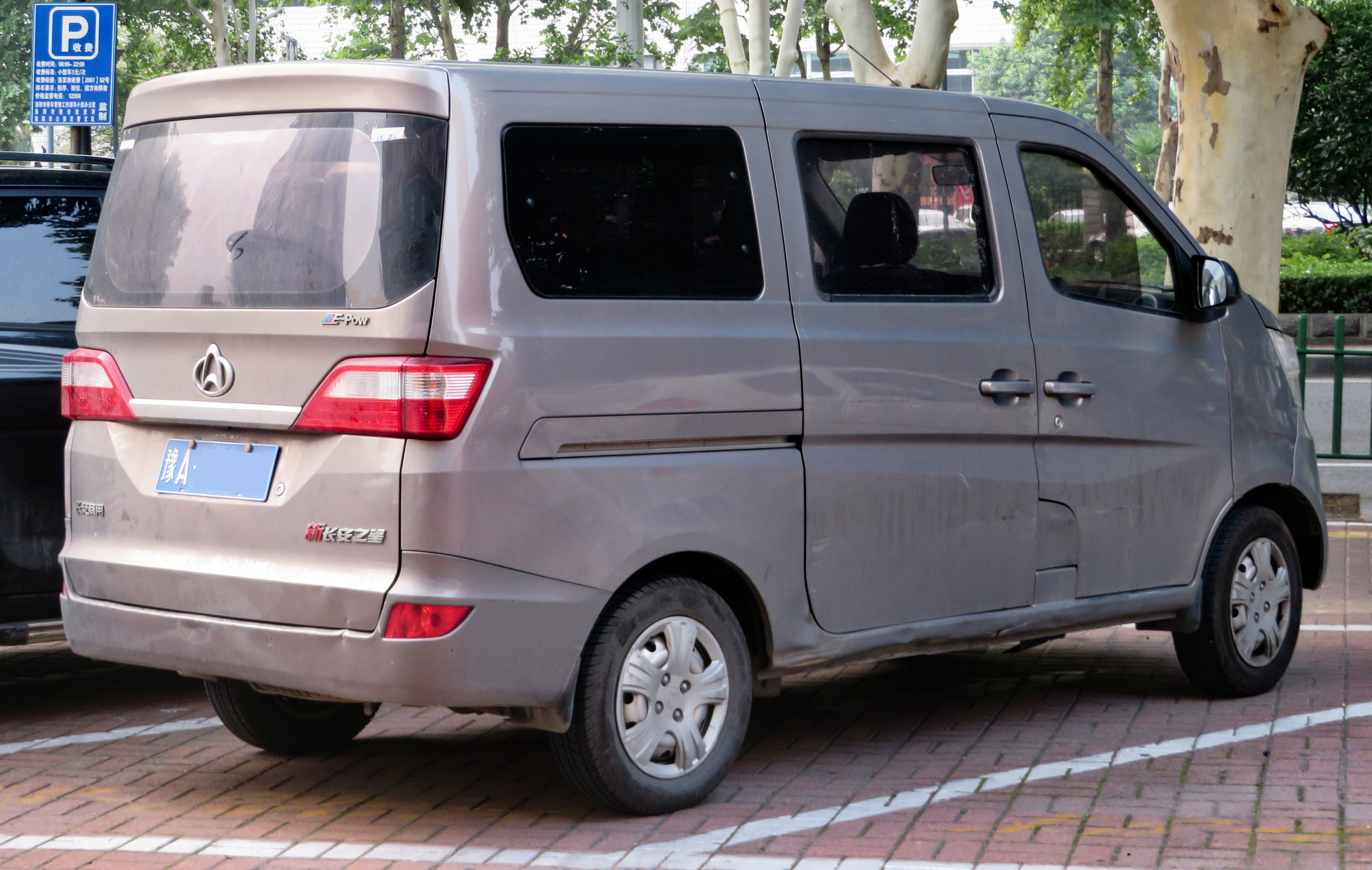
Вид сзади
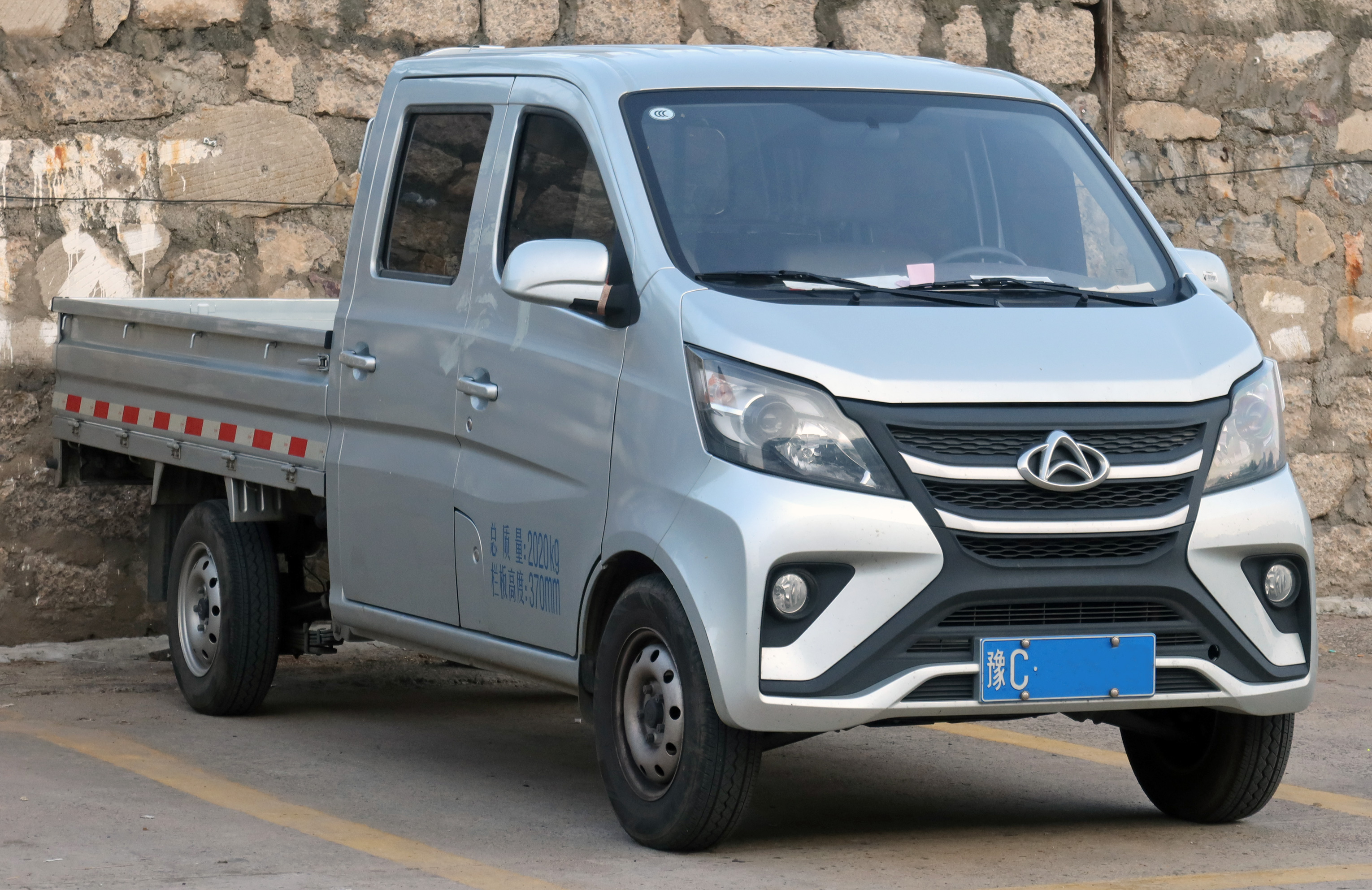
Фейслифтинг Changan Star Xingka S201
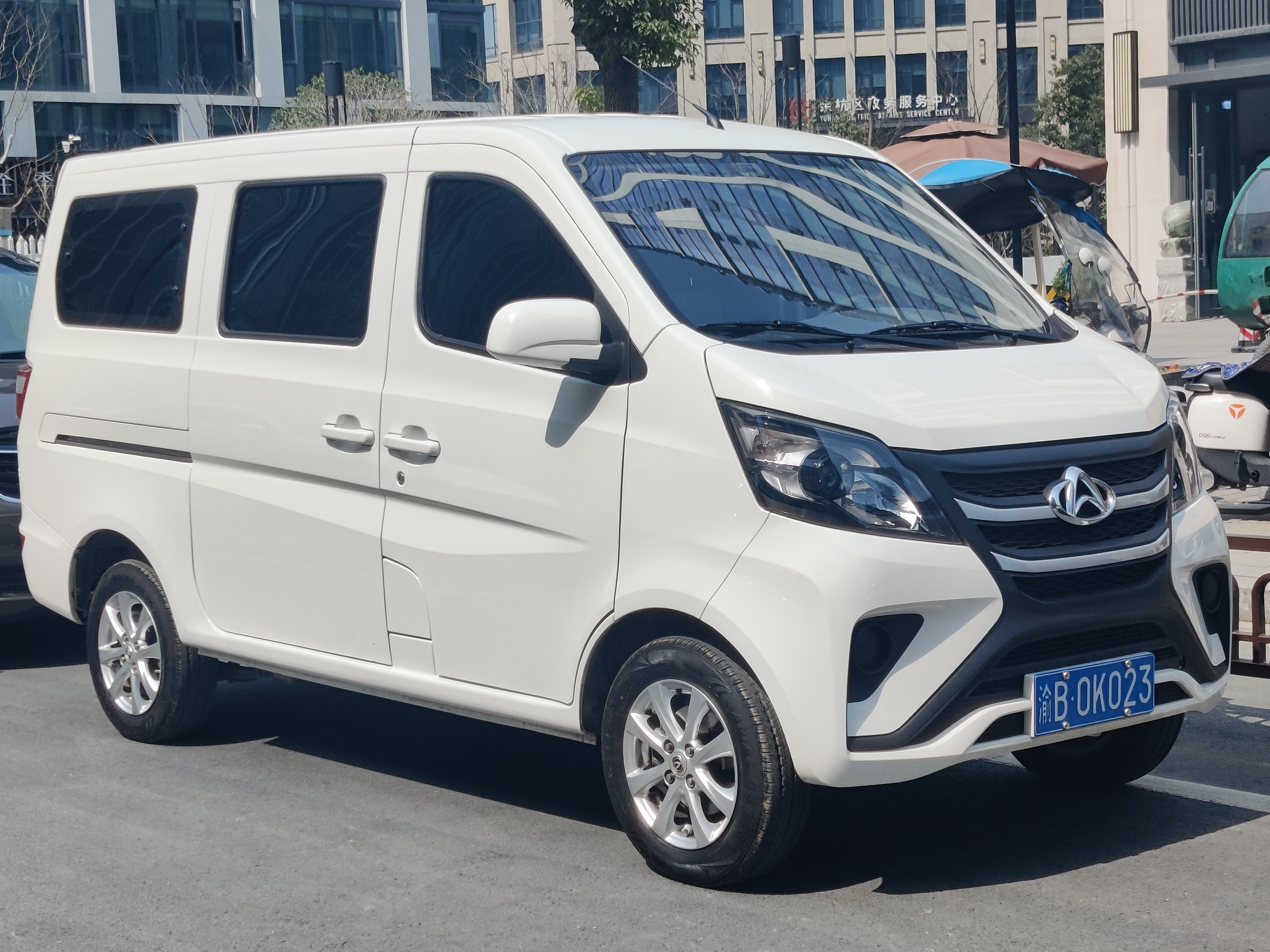
Changan Star 5
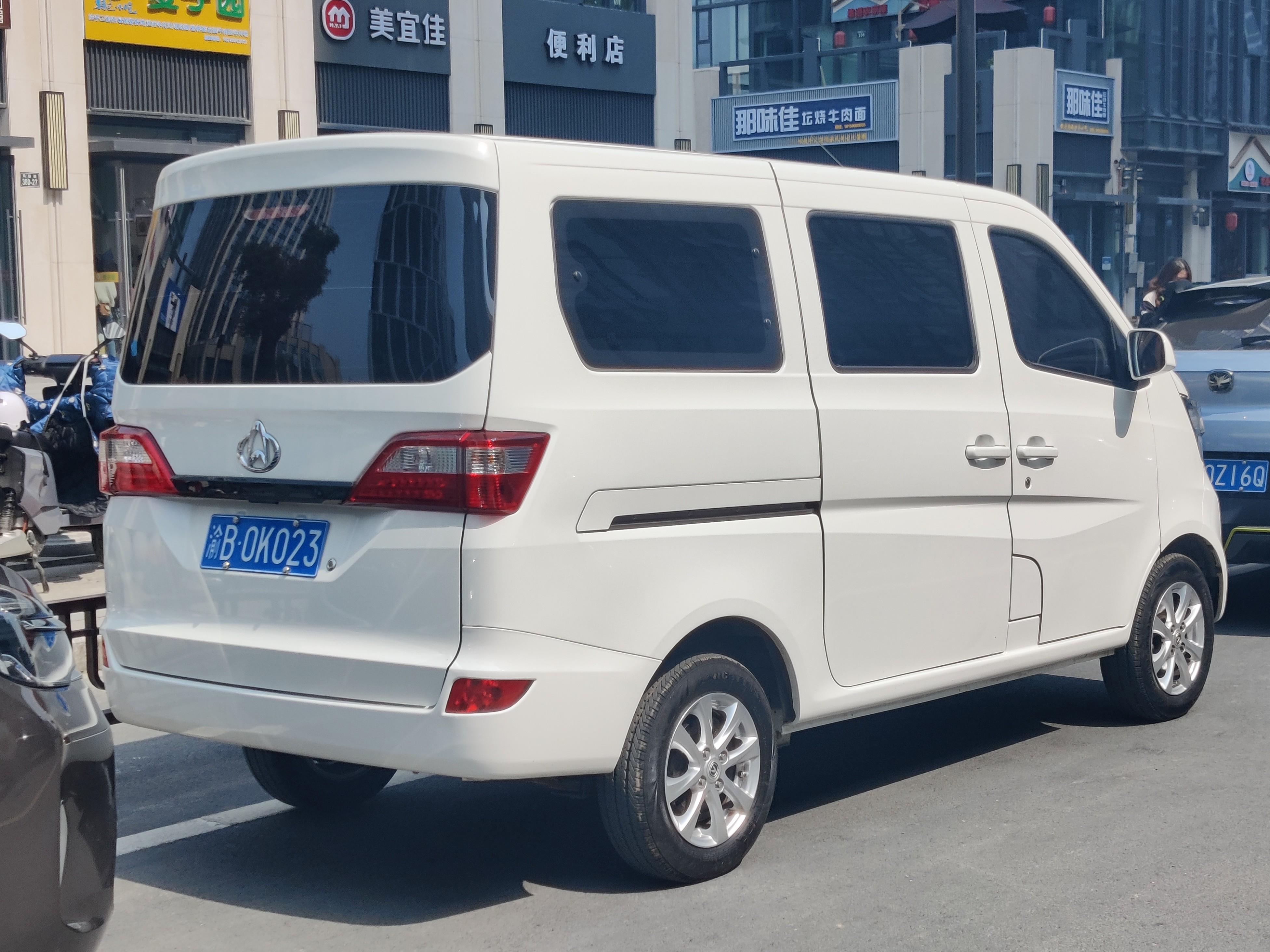
Вид сзади

## Chana Star 3 (2015 — настоящее время)
Chana Star 3, разработанный в Хэбэе, был запущен в производство в 2015 году в Чунцине. Автомобиль стал преемником оригинального Chana Star. Star 3 оснащён бензиновыми двигателями объёмом 1,0—1,2 л. Третье поколение Chana Star содержит 7 мест для сидения. Цены варьируются от 29900 до 39900 юаней в Китае.

### Галерея
- Вид спереди
- Вид сзади